# Stresemannstraße 28 (Quedlinburg)

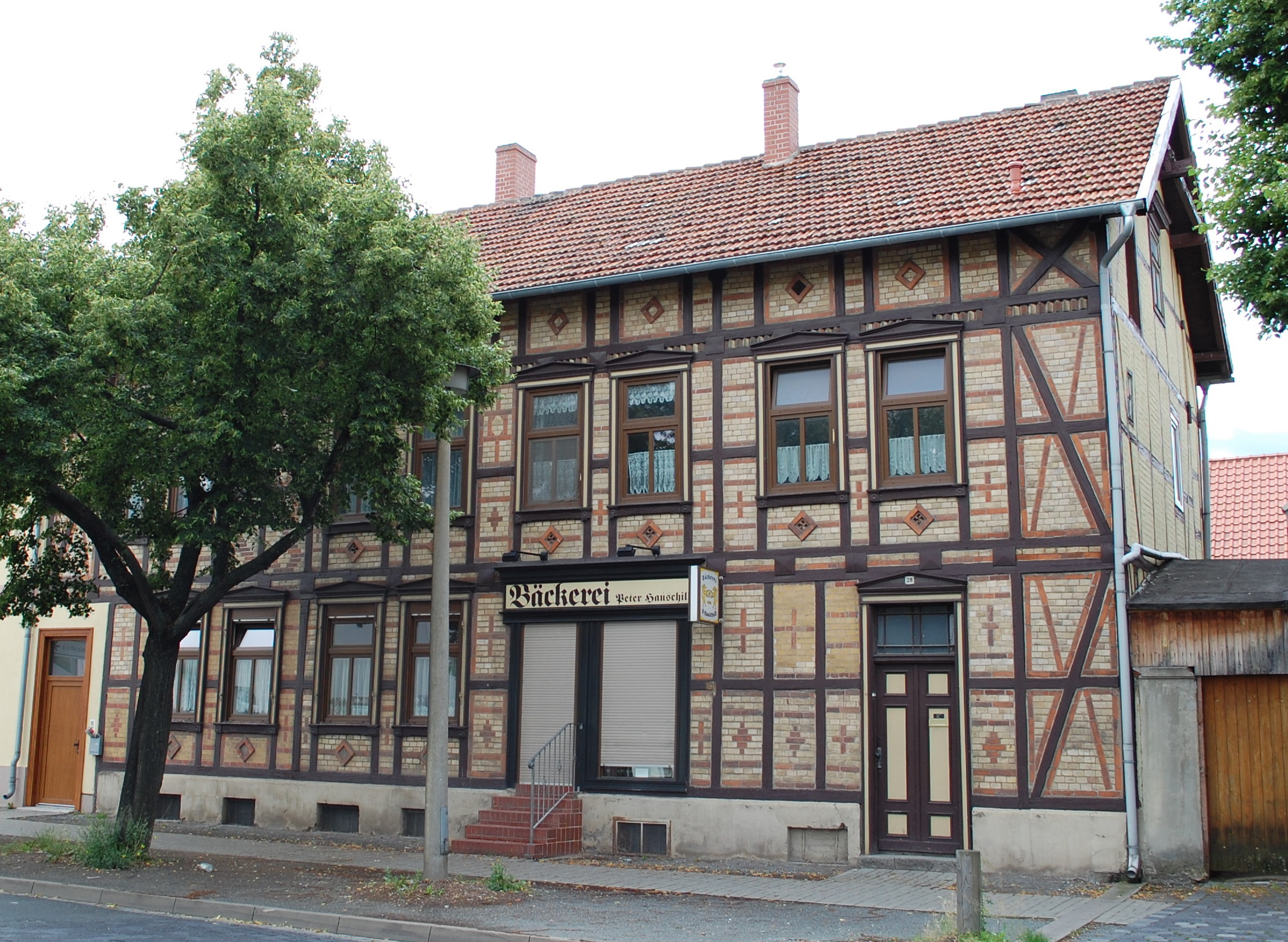
Haus Stresemannstraße 28

Das Haus Stresemannstraße 28 ist ein denkmalgeschütztes Gebäude in der Stadt Quedlinburg in Sachsen-Anhalt.

## Lage
Das Gebäude befindet sich südlich der historischen Altstadt Quedlinburgs im Stadtteil Süderstadt. Es ist im Quedlinburger Denkmalverzeichnis als Wohn- und Geschäftshaus eingetragen.

## Architektur und Geschichte
Das zweigeschossige Fachwerkhaus entstand im Stil des Spätklassizismus in der Zeit um 1900. In seiner Erscheinungsform entspricht es eher der Bebauung der Quedlinburger Altstadt und ist für die Süderstadt ungewöhnlich. Die Fachwerkfassade ist mit Streben und Andreaskreuzen verziert. Die Ausmauerung der Gefache erfolgte mit Steinen in zwei Farben.
Im Erdgeschoss befindet sich ein Laden, der derzeit (Stand 2012) von einer Bäckerei genutzt wird.